# Morkepütz
Morkepütz ist eine Ortschaft der Stadt Wiehl im Oberbergischen Kreis im Regierungsbezirk Köln in Nordrhein-Westfalen.

## Lage und Beschreibung
Der Ort liegt rund 2 km nördlich vom Stadtzentrum Wiehl entfernt. Morkepütz liegt südlich der Bundesautobahn 4.

## Geschichte

### Nennungen
- 1443 erstmals (in der Handschrift Liber Luppelheim) urkundlich erwähnt als Morkenpissel.
- 1529 in einer Anordnung des saynischen Amtmannes zu Homburg Quad zu Isengarten über die Verpachtung des Hofes Bliebach (Bleibach) an einen Johann von Morkepütz.
- In der A. Mercator-Karte von 1575 als Morkelütz verzeichnet. Im Futterhaferzettel der Herrschaft Homburg von 1580 werden als abgabepflichtig in Morcken Pütz 4 Bergische und 4 Saynische Untertanen gezählt

Auch in der Folge unterschiedliche Schreibweisen. Wahrscheinliche Bedeutung (nach Dittmayer):
- Morke = Murke/Kröte
- Pissel = Peisel (Pütz, Tümpel, Tränke)

### Entwicklung
Die Quellmuldenlage, geschützt am Südhang, mit reichem Wasservorkommen begünstigte die Entwicklung vom Einzelhof zum bäuerlichen Höhenweiler. Morkepütz ist heute eine reine Wohngegend.
- Die Bleigrube Bliebach mit dem Nachbarfeld Christiania, südlich des Alpebachs gelegen, hat eine wechselvolle Geschichte. Die Besitzverhältnisse änderten sich mehrfach, auf Stillstandszeiten folgten Neuanfänge. 1889 waren 54 Personen beschäftigt, 118 im Jahr 1900.
- Zur Lage der Industrie berichtet 1905 der Bürgermeister von Wiehl:

„Die Gewerkschaft Siegfried hat den Betrieb der Grube Bliebach im Monat November teilweise eingestellt und etwa 100 Arbeiter entlassen, da die Erzfunde den gestellten Anforderungen nicht entsprachen. Es arbeiten gegenwärtig etwa 80 Arbeiter mit Aufsucharbeiten.“

- Von der 1911 endgültig aufgegebenen Bleigrube sind nur noch Reste der Abraumhalden zu finden. Erze wurde in der Gemarkung des Hofes Bliebach schon Jahrhunderte zuvor gewonnen, anfangs vermutlich durch Aufsammeln und Schürfen im Tagebau.
- Die Aufbereitungsanlage Wäsche befand sich am nahegelegenen Alpebach in Mühlhausen (Wiehl).
- 1945: Am 11. April nach Mittag kamen aus Richtung Marienhagen aus dem Wald Enselskamp US-Soldaten ins Dorf und überrumpelten eine Handvoll deutscher Soldaten, die das Erscheinen gegnerischer Kräfte aus entgegengesetzter Richtung erwarteten, nachdem sie auf dem in Sichtweite nach Wiehl-Wülfringhausen liegenden Hügelkamm Heiligenhäuschen ein heftiges Gefecht beobachtet hatten, das zahlreiche Tote und Verwundete auf beiden Seiten zur Folge hatte. Warnschüsse holten die kampfmüden Landser aus Häusern und Unterständen, die ihre Waffen niederlegten und sich ergaben. Die Dorfbewohner wurden von den US-Soldaten in Häuser und Keller geschickt. Ein versteckter Luftwaffenfeldwebel versuchte unter dem Eindruck der Schüsse, in einen nahen Unterstand zu flüchten. Da er Stop-Rufe und Warnschüsse missachtete, wurde er erschossen. In langer Fahrzeugkolonne durchfuhr die US-Einheit das Dorf. Einige der GIs versorgten sich in den Bauernhäusern mit frischen Lebensmitteln, bevor sie sich in Richtung Aggertal wieder in Marsch setzten.

## Besonderheiten
Im landesweit ausgetragenen Wettbewerb Unser Dorf soll schöner werden erhielt Morkepütz 1996 den Titel Silberdorf.
Am 9. April 2005 wurde ein Gedenkstein mit einer steinernen Kröte vor dem Feuerwehr-Schlauchturm eingeweiht. Die Grauwackesäule mit einer nachgebildeten Kröte ist ein Geschenk. Die Skulptur soll an die Namensgebung von 1443 erinnern, wonach Morkenpissel laut Historikern Krötentümpel bedeutet.

## Vereine
- Naturschutzgebiet Steinbruch Morkepütz (Wilhelmsbruch)
- Freiwillige Feuerwehr Stadt Wiehl – Löschzug Bomig-Morkepütz
- Steigerturm (altes Feuerwehrhaus) unter Denkmalschutz
- Dorfgemeinschaft Morkepütz